# Галапагар
Галапагар (шп. Galapagar) град је у Шпанији у аутономној заједници Заједница Мадрид. Према процени из 2017. у граду је живело 32 404 становника.

## Становништво
Према процени, у граду је 2017. живело 32 404 становника.
| 2017.  |
| ------ |
| 32.404 |